# Ciąg arytmetyczny
Ciąg arytmetyczny (dawniej postęp arytmetyczny) – ciąg liczbowy, w którym każdy wyraz jest sumą wyrazu bezpośrednio go poprzedzającego oraz ustalonej liczby zwanej różnicą ciągu. Zwykle zakłada się, że wyrazy ciągu arytmetycznego są liczbami rzeczywistymi, choć można rozważać również ciągi arytmetyczne o wyrazach zespolonych.

## Definicja formalna i przykłady
Ciąg liczbowy {\displaystyle (a_{n})} nazywamy ciągiem arytmetycznym, jeśli dla pewnej liczby {\displaystyle r} (nazywanej różnicą ciągu) zachodzi
{\displaystyle (\forall n\in \mathbb {N} )\ (a_{n+1}=a_{n}+r).}
Równoważnie, {\displaystyle (a_{n})} jest ciągiem arytmetycznym, jeśli
{\displaystyle (\forall n\in \mathbb {N} )\ (a_{n+1}-a_{n}=a_{n+2}-a_{n+1}).}
Przykłady
- ciąg 1, 3, 5, 7, 9, ... jest arytmetyczny o różnicy 2,
- ciąg 1, 3, 4, 5, 7, 8, 9, 11, 12, ... nie jest arytmetyczny ({\displaystyle 3-1=2,} ale {\displaystyle 4-3=1}),
- dowolny ciąg stały jest ciągiem arytmetycznym o różnicy 0.

## Własności
- Ciąg arytmetyczny o różnicy {\displaystyle r} ma następujący wzór ogólny[1][2]:

{\displaystyle a_{n}=a_{1}+(n-1)r.}
- Zatem aby wyznaczyć pierwszy wyraz {\displaystyle a_{1}} ciągu arytmetycznego oraz jego różnicę {\displaystyle r} wystarczy znać dwa wyrazy tego ciągu.
- Trzy liczby ustawione w danej kolejności tworzą ciąg arytmetyczny wtedy i tylko wtedy, gdy środkowa jest średnią arytmetyczną dwóch skrajnych:

{\displaystyle a_{n}={\frac {a_{n-1}+a_{n+1}}{2}}.}
- Ciąg arytmetyczny liczb rzeczywistych jest zawsze ciągiem monotonicznym – rosnącym, gdy różnica ciągu jest dodatnia, malejącym, gdy jest ujemna, lub stałym, gdy jest równa 0.

### Suma skończonego ciągu arytmetycznego
Suma {\displaystyle S_{n}} początkowych {\displaystyle n} wyrazów ciągu arytmetycznego jest równa średniej arytmetycznej wyrazów pierwszego i {\displaystyle n}-tego pomnożona przez liczbę wyrazów {\displaystyle n}:
{\displaystyle S_{n}=a_{1}+a_{2}+\ldots +a_{n}={\frac {a_{1}+a_{n}}{2}}n={\frac {2a_{1}+(n-1)r}{2}}n.}
Formuła zbliżona do powyższej była podana w 1202 przez Leonarda z Pizy w jego dziele Liber abaci (rozdział II.12). Często jest powtarzana historia, według której Carl Friedrich Gauss miał odkryć formułę na sumę ciągu arytmetycznego w wieku siedmiu lat.
Dowód wzoru
Wyraźmy sumę {\displaystyle n} pierwszych wyrazów ciągu arytmetycznego dwoma sposobami:
{\displaystyle S_{n}=a_{1}+(a_{1}+r)+(a_{1}+2r)+\ldots +(a_{1}+(n-2)r)+(a_{1}+(n-1)r)}   oraz
{\displaystyle S_{n}=(a_{1}+(n-1)r)+(a_{1}+(n-2)r)+\ldots +(a_{1}+2r)+(a_{1}+r)+a_{1}}
(gdzie po prawej stronie drugiego równania sumowane wyrazy ciągu wypisane są w odwrotnej kolejności).
Po dodaniu powyższych dwóch równań stronami otrzymamy
{\displaystyle 2S_{n}={\Big (}a_{1}+(a_{1}+(n-1)r){\Big )}+{\Big (}(a_{1}+r)+(a_{1}+(n-2)r){\Big )}+\ldots +{\Big (}(a_{1}+(n-3)r)+(a_{1}+2r){\Big )}+{\Big (}(a_{1}+(n-2)r)+(a_{1}+r){\Big )}+{\Big (}(a_{1}+(n-1)r)+a_{1}{\Big )}}
a stąd
{\displaystyle 2S_{n}={\Big (}2a_{1}+(n-1)r{\Big )}+{\Big (}2a_{1}+(n-1)r{\Big )}+\ldots +{\Big (}2a_{1}+(n-1)r{\Big )}+{\Big (}2a_{1}+(n-1)r{\Big )}+{\Big (}2a_{1}+(n-1)r{\Big )}}
i
{\displaystyle 2S_{n}=n(2a_{1}+(n-1)r).}
Pamiętając, że {\displaystyle a_{n}=a_{1}+(n-1)r,} powyższą równość możemy przekształcić do:
{\displaystyle S_{n}={\frac {n[2a_{1}+(n-1)r]}{2}}={\frac {n(a_{1}+a_{n})}{2}}.}

### Związek ciągu arytmetycznego z funkcją liniową
Istnieje ścisły związek pomiędzy ciągiem arytmetycznym a funkcją liniową {\displaystyle y=ax+b.}
Jeżeli do wzoru funkcji liniowej będziemy podstawiać kolejne wartości argumentów {\displaystyle x} różniące się o stałą wartość, np. o 1, to otrzymane w ten sposób wartości funkcji liniowej utworzą ciąg arytmetyczny. Jeżeli kolejne argumenty {\displaystyle x} będą różnić się o 1, to wartości funkcji liniowej będą różnić się o wartość współczynnika kierunkowego {\displaystyle a.}
Dowód:
{\displaystyle f(x)=ax+b}
{\displaystyle f(x+1)=a(x+1)+b=ax+a+b}
{\displaystyle r=f(x+1)-f(x)=(ax+a+b)-(ax+b)=a.}
Jeżeli więc np. założymy, że dziedziną funkcji liniowej będzie zbiór liczb naturalnych dodatnich, to tak otrzymana funkcja będzie ciągiem arytmetycznym o różnicy równej współczynnikowi kierunkowemu prostej {\displaystyle (r=a).}
Czyli ciąg wartości funkcji liniowej {\displaystyle y=ax+b} dla kolejnych naturalnych {\displaystyle x{:}}
{\displaystyle a_{1}=f(1)}
{\displaystyle a_{2}=f(2)}
{\displaystyle a_{3}=f(3)}
{\displaystyle \dots }
{\displaystyle a_{n}=f(n)}
będzie ciągiem arytmetycznym o wzorze ogólnym
{\displaystyle a_{n}=an+b.}
Korzystając z tej własności, można na podstawie wzorów ogólnych ciągów arytmetycznych określić ich różnicę, np.:
{\displaystyle {\begin{array}{l}a_{n}=5n-3&(r=5)\\a_{n}=-2n+3&(r=-2)\\a_{n}=-n+4&(r=-1).\end{array}}}